# Surehand - Mano veloce
Surehand - Mano veloce (Old Surehand) è un film del 1965 diretto da Alfred Vohrer. 
Di produzione tedesca occidentale-jugoslava, è l'ultimo film della saga Old Surehand iniziato con il film Là dove scende il sole del 1964 e Danza di guerra per Ringo del 1965.

## Trama
Old Surehand e il suo amico Old Wabble sono sulle tracce di un criminale chiamato Il Generale, che ha ucciso il fratello di Old Surehand. Old Surehand può contare sull'appoggio di Winnetou per vendicarsi.